# أتوسايي نيوندو
أتوسايي نيوندو (بالإنجليزية: Atusaye Nyondo)‏ (مواليد 15 نوفمبر 1990 في ملاوي) لاعب كرة قدم ملاوي دولي يجيد اللعب في خط الهجوم . يلعب حاليا لصالح نادي جامعة بريتوريا الجنوب الأفريقي منذ 2014 ...

## روابط خارجية
- أتوسايي نيوندو على موقع قاعدة بيانات كرة القدم.إي يو (الإنجليزية)
- أتوسايي نيوندو على موقع ناشيونال فوتبول تيمز (الإنجليزية)
- أتوسايي نيوندو على موقع كووورة